# Les Portes de Vannes
Les Portes de Vannes est un roman historique de Évelyne Brisou-Pellen paru 1993 au Livre de poche jeunesse. Il s'agit de la suite du succès Les Cinq Écus de Bretagne, paru la même année.

## Publications
- Hachette Jeunesse, 1993
- Hachette Jeunesse, 2001 : ajouts des illustrations de Bruno Pilloget
- Hachette Jeunesse, 2002  (ISBN 978-2-0132-2795-7)